# Saint-Crépin-aux-Bois
Saint-Crépin-aux-Bois is een gemeente in het Franse departement Oise (regio Hauts-de-France) en telt 247 inwoners (2004). De plaats maakt deel uit van het arrondissement Compiègne.

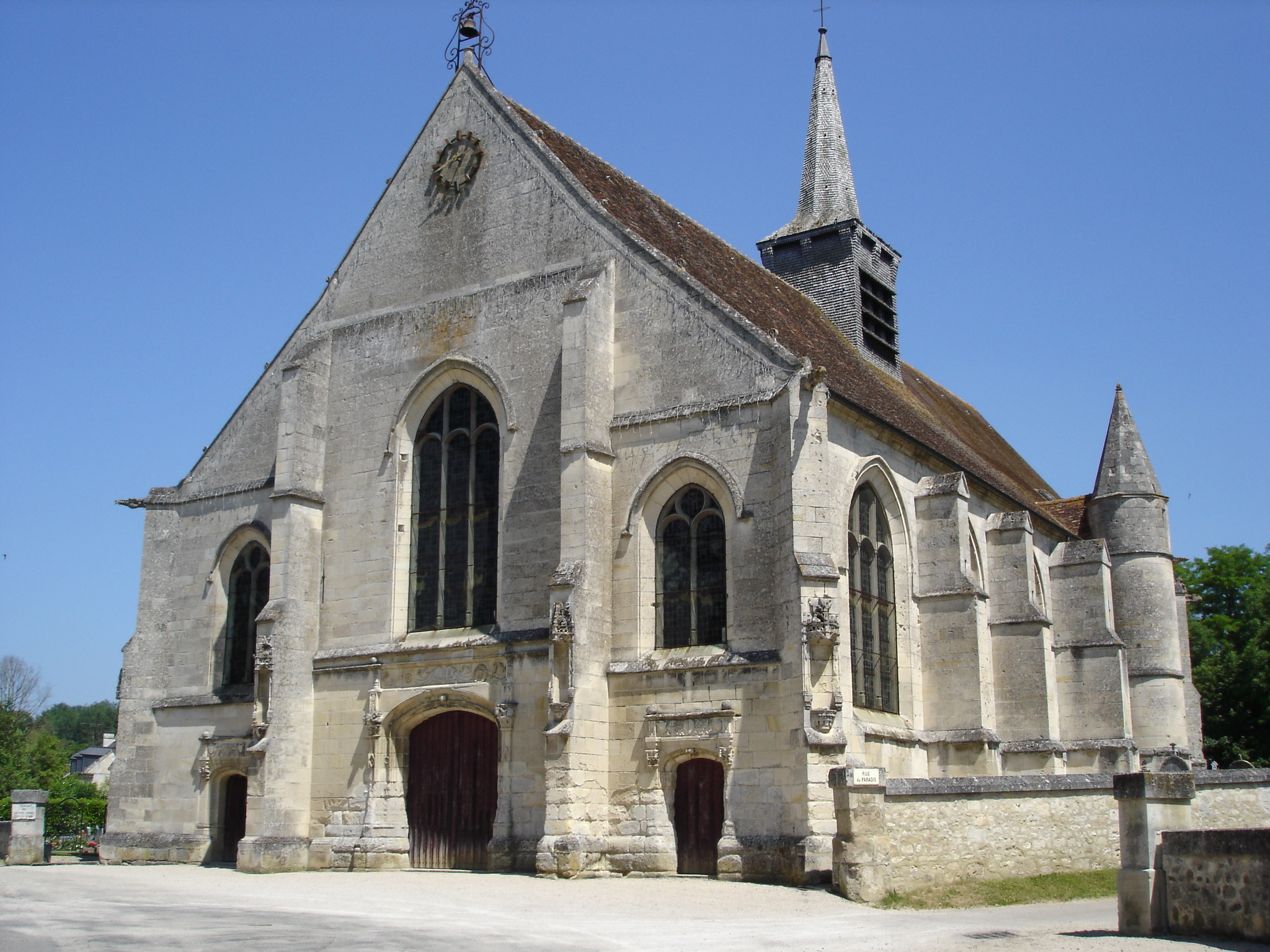
Kerk van Saint-Crépin-aux-Bois

## Geografie
De oppervlakte van Saint-Crépin-aux-Bois bedraagt 16,5 km², de bevolkingsdichtheid is 15,0 inwoners per km².
De onderstaande kaart toont de ligging van Saint-Crépin-aux-Bois met de belangrijkste infrastructuur en aangrenzende gemeenten.

## Demografie
Onderstaande figuur toont het verloop van het inwonertal (bron: INSEE-tellingen).